# BC Kiev
El BC Kiev (en ucraniano, баскетбольний клуб Київ) fue un equipo de baloncesto ucaniano con sede en la ciudad de Kiev, que competía en la Superliga de Ucrania. Disputaba sus partidos en el Palacio de los deportes de Kiev, con capacidad para 7000 espectadores.

## Historia
El club fue fundado en 1999 por el medallista olímpico y campeón de Europa Alexander Volkov, el primer jugador ucraniano en jugar en la NBA, y ya en su primera temporada, con jugadores como Stanislav Medvedenko, ganó su primer campeonato de liga. Su mejor temporada sería la 2004-2005, en la que ganaría por segunda vez la liga de Ucrania y sería finalista en el FIBA EuroChallenge, cayendo en la final ante el Dinamo San Petersburgo.

## Palmarés
- Superliga de Ucrania:
  - Campeón - 2000, 2005
  - Subcampeón - 1994, 1995, 2001, 2002, 2004, 2006, 2007, 2008

- Copa de Ucrania:
  - Campeón - 2007
  - Subcampeón - 2006, 2008, 2009, 2010

- FIBA EuroChallenge:
  - Subcampeón - 2005

## Jugadores destacados
- Alexander Volkov
- Stanislav Medvedenko
- Dragan Lukovski
- Ioannis Giannoulis
- Goran Nikolić
- Rimas Kurtinaitis
- Marcelo Nicola